# (48619) Jianli
(48619) Jianli est un astéroïde de la ceinture principale.

## Description
(48619) Jianli est un astéroïde de la ceinture principale. Il fut découvert le 21 mai 1995 à la station de Xinglong par le programme Beijing Schmidt CCD Asteroid Program. Il présente une orbite caractérisée par un demi-grand axe de 2,19 UA, une excentricité de 0,22 et une inclinaison de 6,1° par rapport à l'écliptique.

## Compléments